# Sikelvingar
Sikelvingar, Drepanidae, är en familj i insektsordningen fjärilar, Lepidoptera. Utseendemässigt uppvisar familjen stor variation, bland de ingående arterna finns både fjärilar med smal kropp och breda vingar och fjärilar som har tjock kropp och långsmala vingar. Ett gemensamt drag är att vingarna är trekantiga. 
Underfamiljen Drepaninae inräknar typiskt arter med bredare trekantiga vingar. Hos en del arter, som i släktet Drepana, är framvingarnas spets formad likt en skära, eller krok.
Underfamiljen Thyatirinae påminner till utseendet något om nattflyn. De har vanligen kraftigare kropp och smalare vingar än arter i underfamiljen Drepaninae. De har även mer rundade vingspetsar. 
I Sverige förekommer 16 arter, 7 ur underfamiljen Drepaninae och 9 ur underfamiljen Thyatirinae. Underfamiljen Cyclidiinae finns bara i sydöstra Asien.

## Svenska arter
Thyatirinae 

- Fläckig hallonspinnare Thyatira batis
- Bandad hallonspinnare Habrosyne pyritoides
- Rödaktig blekmaskspinnare Tethea ocularis
- Poppelblekmaskspinnare Tethea or
- Svartgrå blekmaskspinnare Tetheella fluctuosa
- Björkblekmaskspinnare Ochropacha duplaris
- Ekblekmaskspinnare Cymatophorima diluta
- Ekgulhornspinnare Polyploca ridens
- Björkgulhornspinnare Achlya flavicornis

Drepaninae

- Tandad sikelvinge Falcaria lacertinaria
- Eksikelvinge Watsonalla binaria
- Boksikelvinge Watsonalla cultraria
- Brun sikelvinge Drepana curvatula
- Ockragul sikelvinge Drepana falcataria
- Vasspetsad sikelvinge Sabra harpagula
- Slånspinnare Cilix glaucata